# Чорноморський район
Чорномо́рський райо́н (до 1944 року — Ак-Мечетський; рос. Черноморский район, крим. Aqmeçit rayonı) — колишній район, розташований у північно-західній частині АР Крим, на Тарханкутському півострові, уздовж берега Каркінітської затоки, зараз у складі Євпаторійського району. Адміністративний центр — смт Чорноморське. Населення становить 32 139 жителів (на 1.08.2012).

## Географія
Займає територію Тарханкутського півострова на крайньому заході Криму. Більшу частину територію Чорноморського району займає розорана горбиста рівнина. Морське узбережжя в основному стрімчасте. Район має найнижчу щільність населення серед сільських регіонів Криму. На території району є корисні копалини: газ (Глібовське родовище), вапняки, камінь-черепашник, лікувальні грязі солоних озер біля сіл Міжводне і Водопійне — Джарилгач, Ярилгач і Панське. Також розташовані такі озера: Ак-Мечетське і Маяцьке озеро — біля смт Чорноморське; Лиман, Великий Кипчак і Малий Кипчак — біля села Оленівка.
Чорноморський район популярний серед любителів недорогого літнього відпочинок біля моря. Море і пляжі регіону ні в чому не поступаються курортам західного узбережжя Криму (Євпаторія, Саки), а вартість відпочинку значно дешевше через віддаленість від основних туристичний об'єктів і пам'яток.

## Історія
На території району відомі декілька десятків скіфських могильників.
Наприкінці IV ст. до н. е. на березі Каркинітської затоки виникло античне поселення Калос-Лімен (Прекрасна Гавань), яке входило до складу сільськогосподарської хори (сільської округи) античного Херсонеса і мало важливе господарське і стратегічне значення.
Навколо Калос-Лімена виникають інші укріплені і неукріплені античні поселення. Розкопки залишків грецьких поселень в селах Панське, Біляус і біля с. Володимирівка свідчать про високий рівень економіки, торгівлі і культури греків. У 2 ст. до н. е. грецькі поселення Північно-західного Криму були захоплені скіфами і частково зруйновані. В середні віки Тарханкут опиняється в зоні переміщення кочових племен.
У XIII ст. у степовому Криму затверджуються монголо-татари. У першій половині XV ст. Тарханкут входить до складу володінь Кримського ханства, яке в 1475–1478 рр. стає васалом Туреччини.
Більшість земель на західному узбережжі на підставі тарханних (пільгових) грамот була передана духовним особам. Тому за західною частиною півострова затвердилася назва «Тархан», тобто територія вільна від податків. Звідси і відбувається назва заснованого тут Тарханного кадилика — судового округу. Територія Тарханного кадилика входила до складу Гезльовського каймаканства з центром в м. Гезльов (сучасна Євпаторія).
Після анексії Криму Російською імперією (1783 р.) землевласниками на Тарханкуті стають російська знать і високопоставлені чиновники. Найбільшим маєтком Тарханкутське або Тархан-Саригольське володів таємний радник граф Попов. Маєток включав близько 22,5 тис. десятини землі в селах Караджа (Оленівка), Степанівка (зараз не існує), куди були переселені 2178 душ державних селян. На мисі Када-Мрун (Чорний ніс) був побудований великий панський будинок, посаджений фруктовий сад (знищений в роки другої світової війни).
У 1824 р. землі Ак-мечеті купує генерал-губернатор Новоросійського краю М.Воронцов, який побудував тут церкву, освячену на честь праведних Святих Захара і Єлизавети. До церковного приходу відносилися 5 сіл з російським населенням: Ярилгач, Кунан, Тарпанчи, Караджа (зараз села Міжводне, Красносільське, Окунівка, Оленівка), Тарханкутський Маяк і інші села із змішаним населенням.
До середини XIX ст. зростає притока переселенців з густонаселених губерній країни. Відміна кріпацтва створила сприятливі умови для розвитку господарства. У 1885 р. тут працювали дві церковно-приходські школи — в Ак-мечеті і Дорт-Сакале (Ленське). У подальші п'ять років відкрилися три земські школи в селах Кунан, Караджа і Донузлав (Красноярське). Почали діяти 3 лікарських ділянки.
Населення волості підтримувало постійний зв'язок з повітом (Євпаторією). У Ак-мечеті знаходилася поштова кінна станція.
На початку XIX ст. швидко розвивається мореплавання. Почали діяти регулярні пасажирські рейси, які пов'язували Одесу з містами, що розростаються в Криму: Ялтою, Севастополем. У 1816 р. на Тарханкуте був побудований маяк. У 1871 р. тут заснована метеорологічна станція.
У січні 1921 р., після встановлення в Криму радянської влади, ділення на волості було скасовано, Тарханкут був включений до складу Ак-Мечетського району, який входив до складу Євпаторійського повіту.
У 1924 р. Ак-Мечетській район був скасований, всі села Тарханкута увійшли безпосередньо до складу Євпаторійського повіту, в 1930 р. район відновлений. У 1932 р. чисельність населення району становила 15,69 тис. чоловік (57,6 % — росіяни, 33,6 % — кримські татари, 5 % — німці, 2,2 % -українці). У районі налічувалося 16 сільрад, 5 з них — кримськотатарські, 10 — російські і 1 — німецька.
У 1939 р. до складу району входило 112 населених пунктів. Працювали 29 шкіл. Під час другої світової війни на території району діяв партизанською загін під командуванням К.Калашникова. 14 квітня 1944 район був звільнений від німецько-фашистських загарбників.
У 1944 р. Ак-Мечетській район був перейменований в Чорноморський. Змінилися назви селища Ак-мечеть на Чорноморське і багатьох інших сіл району.

## Адміністративний устрій
Район адміністративно-територіально поділяється на 2 селищні ради та 23 сільські ради, які підпорядковані Чорноморській районній раді та об'єднують 34 населених пунктів.

## Населення
Розподіл населення за віком та статтю (2001)
| Стать | Всього | До 15 років | 15-24 | 25-44 | 45-64 | 65-85 | Понад 85 |
| --- | ------ | ----------- | ----- | ----- | ----- | ----- | -------- |
| Чоловіки | 16 022 | 3094        | 2665  | 4906  | 3902  | 1420  | 35       |
| Жінки | 18 090 | 3158        | 2456  | 4991  | 4714  | 2602  | 169      |
| \| Статево-вікова піраміда \| Статево-вікова піраміда \| Статево-вікова піраміда \| \| ----------------------- \| ----------------------- \| ----------------------- \| \| Чоловіки \| Вік \| Жінки \| \| 35 \| 85 + \| 169 \| \| 49 \| 80-84 \| 225 \| \| 227 \| 75-79 \| 574 \| \| 502 \| 70-74 \| 806 \| \| 642 \| 65-69 \| 997 \| \| 1061 \| 60-64 \| 1462 \| \| 551 \| 55-59 \| 814 \| \| 1006 \| 50-54 \| 1098 \| \| 1284 \| 45-49 \| 1340 \| \| 1487 \| 40-44 \| 1499 \| \| 1175 \| 35-39 \| 1291 \| \| 1014 \| 30-34 \| 1062 \| \| 1230 \| 25-29 \| 1139 \| \| 1196 \| 20-24 \| 1125 \| \| 1469 \| 15-20 \| 1331 \| \| 1381 \| 10-14 \| 1429 \| \| 951 \| 5-9 \| 987 \| \| 762 \| 0-4 \| 742 \| |        |             |       |       |       |       |          |
| Статево-вікова піраміда |        |             |       |       |       |       |          |
| Чоловіки | Вік    | Жінки       |       |       |       |       |          |
| 35 | 85 +   | 169         |       |       |       |       |          |
| 49 | 80-84  | 225         |       |       |       |       |          |
| 227 | 75-79  | 574         |       |       |       |       |          |
| 502 | 70-74  | 806         |       |       |       |       |          |
| 642 | 65-69  | 997         |       |       |       |       |          |
| 1061 | 60-64  | 1462        |       |       |       |       |          |
| 551 | 55-59  | 814         |       |       |       |       |          |
| 1006 | 50-54  | 1098        |       |       |       |       |          |
| 1284 | 45-49  | 1340        |       |       |       |       |          |
| 1487 | 40-44  | 1499        |       |       |       |       |          |
| 1175 | 35-39  | 1291        |       |       |       |       |          |
| 1014 | 30-34  | 1062        |       |       |       |       |          |
| 1230 | 25-29  | 1139        |       |       |       |       |          |
| 1196 | 20-24  | 1125        |       |       |       |       |          |
| 1469 | 15-20  | 1331        |       |       |       |       |          |
| 1381 | 10-14  | 1429        |       |       |       |       |          |
| 951 | 5-9    | 987         |       |       |       |       |          |
| 762 | 0-4    | 742         |       |       |       |       |          |

Національний склад населення району за переписом 2001 р.
|                 | 2001        | 2001      |
|                 | чисельність | частка, % |
| --------------- | ----------- | --------- |
| росіяни         | 18 002      | 52,8      |
| українці        | 9 993       | 29,3      |
| кримські татари | 4 321       | 12,7      |
| білоруси        | 512         | 1,5       |
| татари          | 499         | 1,5       |
| вірмени         | 140         | 0,4       |
| німці           | 63          | 0,2       |
| узбеки          | 63          | 0,2       |

Етномовний склад району (рідні мови населення за переписом 2001 р.)
|                     | українська | російська | кримськотатарська |
| Чорноморський район | 14,8       | 70,9      | 11,9              |
| ------------------- | ---------- | --------- | ----------------- |
| смт Чорноморське    | 10,9       | 82,7      | 4,9               |
| с. Далеке           | 15,7       | 55,6      | 27,4              |
| с. Володимирівка    | 14,7       | 50,8      | 34,5              |
| с. Журавлівка       | 20,0       | 61,5      | 18,5              |
| с. Зоряне           | 18,0       | 56,6      | 21,8              |
| с. Сіверне          | 14,6       | 46,5      | 36,5              |
| с. Тарханкут        | 19,6       | 61,4      | 17,4              |
| с. Дозорне          | 24,0       | 55,9      | 18,1              |
| с. Задорне          | 25,1       | 40,8      | 8,5               |
| с-ще Низівка        | 19,7       | 52,1      | 5,9               |
| с. Красна Поляна    | 18,0       | 77,1      | 3,7               |
| с. Внукове          | 13,0       | 73,2      | 12,3              |
| с. Кузнецьке        | 18,1       | 66,1      | 15,6              |
| с. Красноярське     | 18,8       | 51,4      | 26,3              |
| с. Ленське          | 7,3        | 27,6      | 64,3              |
| с. Медведеве        | 11,9       | 71,1      | 15,1              |
| с. Міжводне         | 12,8       | 69,4      | 16,4              |
| с. Водопійне        | 13,0       | 38,7      | 47,3              |
| с. Зайцеве          | 24,2       | 56,8      | 18,2              |
| с. Коп-Аран         | 23,6       | 25,3      | 8,6               |
| с. Сніжне           | 21,4       | 35,7      | 41,4              |
| с. Новоіванівка     | 17,3       | 74,5      | 6,1               |
| с. Хмельове         | 17,0       | 32,7      | 32,2              |
| с. Новосільське     | 11,4       | 83,3      | 4,6               |
| с. Тока             | 13,9       | 86,1      | -                 |
| с. Окунівка         | 18,5       | 64,9      | 10,7              |
| с. Громове          | 30,0       | 58,8      | 10,7              |
| с. Знам'янське      | 37,1       | 46,3      | 15,7              |
| с. Красносільське   | 23,9       | 40,6      | 35,1              |
| с. Мар'їне          | 29,0       | 71,1      | -                 |
| с. Оленівка         | 19,5       | 79,4      | 0,5               |
| с. Калинівка        | 17,9       | 73,2      | 7,2               |
| с. Маяк             | -          | 100,0     | -                 |

## Економіка
Зараз в районі працює 6 промислових підприємств, в тому числі: Тарханкутська вітрова електростанція (45°25′12″ пн. ш. 32°45′59″ сх. д. / 45.42000° пн. ш. 32.76639° сх. д.), маслозавод, інкубаторо-птахорозвідна станція, побутовий комбінат з майстернею пошиття одягу, перукарнею, фотографією.
У районі 11 сільськогосподарських підприємств.
У 1999 р. на території району працювали 23 малих підприємства і кооперативу, в тому числі 5 фермерських господарств, 1 мисливсько-риболовне.

## Соціальна сфера
У районі діють 15 загальноосвітніх шкіл, 10 дошкільних установ. Працюють 27 клубних установ і 23 бібліотеки.

## Туристична інфраструктура

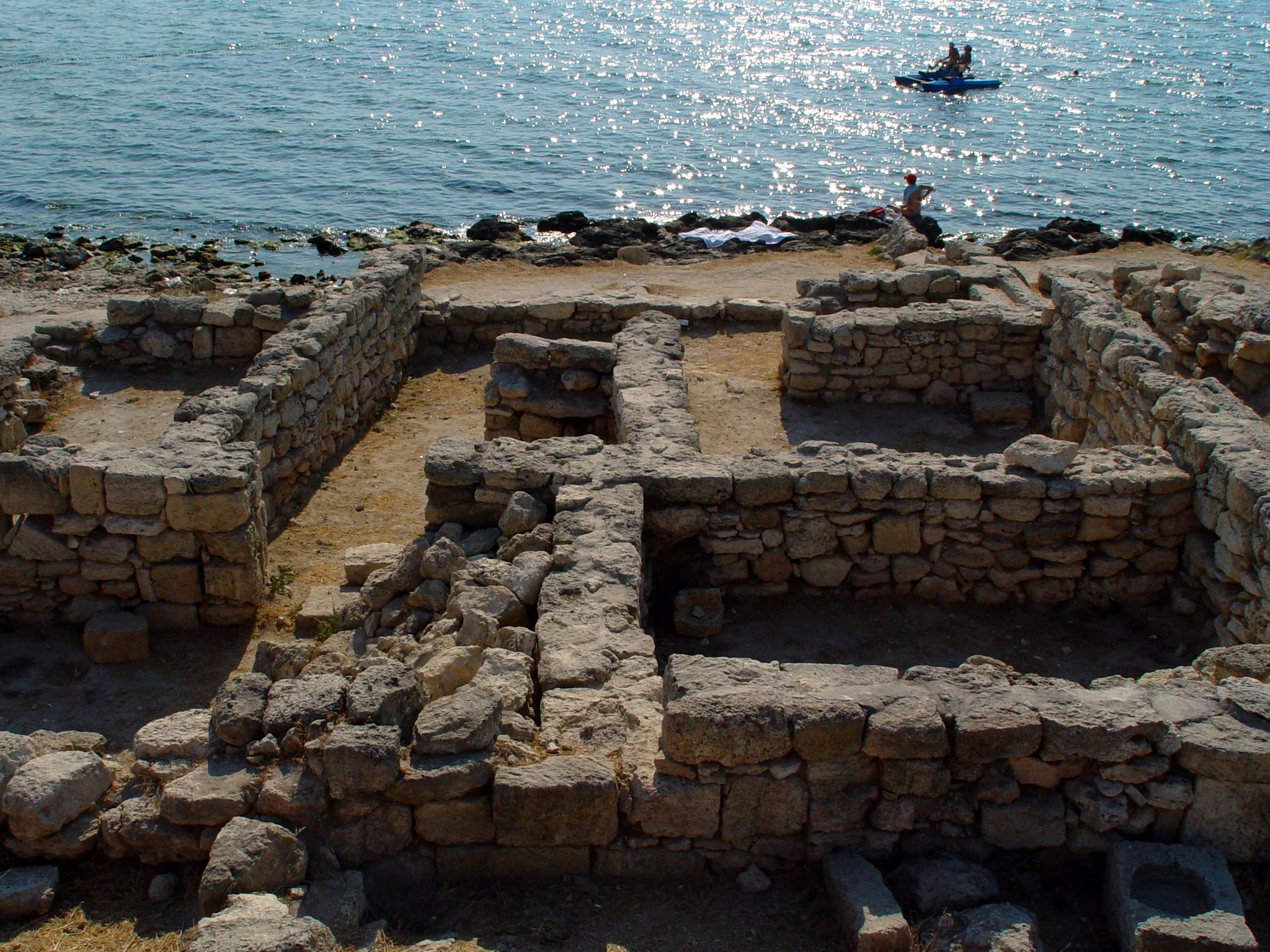
Калос-Лімен

- Готелі
- Міні-пансіонат «АРАТТА»

## Пам'ятки

### Історичні пам'ятки
На території Чорноморського району на обліку перебуває 16 пам'яток історії.

### Археологічні пам'ятки
Античне поселення Калос-Лімен (45°31′13″ пн. ш. 32°43′3″ сх. д. / 45.52028° пн. ш. 32.71750° сх. д.), розкопки якого проводяться з 1985 р.
Античне поселення Панське (45°33′07″ пн. ш. 32°48′51″ сх. д. / 45.55194° пн. ш. 32.81417° сх. д.)